# Hedlunda
Hedlunda is een plaats in de gemeente Lycksele in het landschap Lapland en de provincie Västerbottens län in Zweden. De plaats heeft 177 inwoners (2005) en een oppervlakte van 31 hectare. De plaats ligt aan een baai van de rivier de Umeälven net ten westen van de plaats ligt een klein vliegveld en aan de overkant van de Umeälven loopt de Europese weg 12.

## Geboren
- John Lindgren, langlaufer